# Eotetranychus suginamensis
Eotetranychus suginamensis är en spindeldjursart som först beskrevs av Yokoyama 1932.  Eotetranychus suginamensis ingår i släktet Eotetranychus och familjen Tetranychidae. Inga underarter finns listade i Catalogue of Life.